# Régi Elba-alagút
Az 1911-ben megnyílt Régi Elba-alagút (németül: Alter Elbtunnel)  Hamburg város Sankt Pauli nevű városrészét az Elba Norderelbe nevű folyóága alatt köti össze a  szemközti steinwerderi kikötővel. A két csőből álló alagutat a mai napig használja a közforgalom. Megépítése a kor technikai csúcsteljesítményei közé tartozott, 2003 óta műemléki védelem alá esik.

## Története

### Koncepció
A 20. század első évtizedeiben Hamburg városa és a kikötő virágkorát élte. A város és a szemközti parton fekvő rakpartok között megnövekvő forgalom igényeit már nem tudták a kompok és a személyszállító kishajók kielégíteni. A folyamot keresztező személyhajók akadályozták a nehezen manőverező tengerjáró hajók mozgását, a gyakori köd miatt pedig súlyos balesetek is történtek. Télen még kritikusabb volt a helyzet. Az Elbán zajló jég megakadályozhatta, hogy a munkások eljussanak munkahelyükre, akik így 12 kilométeres kerülőútra kényszerültek. A város hatékonyabb megoldást keresett a közlekedési problémák feloldására.
Javaslat született egy folyami híd és egy két part közé feszített drótkötélen közlekedő "légikomp" építésére. Mindkét terv megvalósulása akadályozta volna a kereskedelmi hajók forgalmát. A hajókat nem feltartó, legalább 55 méteres magashíd megépítése pedig hatalmas költségeket emésztett volna fel. Amerikai és brit példák alapján merült fel a folyó alatti alagút megépítésének ötlete. 1901-ben Ludwig Wendemuth városi építésügyi tanácsnok javasolta egy glasgowi Clyde-alagút mintájára építendő alagút létesítését. A terv előnye az volt, hogy a hajók forgalmát egyáltalán nem akadályozta és időjárási viszonyoktól függetlenül működő, nagy áteresztőképességű összeköttetést jelentett a két part között.

### Építése
A Stockhausen mérnök irányítása alatt 1906-ban megkezdődött építkezés során nagynyomású levegőt alkalmaztak, hogy az egyes alagútelemek elhelyezésekor a vízbetörést megakadályozzák. A folyó két partján a függőleges aknákat alakítottak ki. A két akna között, a földfelszín alatt 24 méterrel és a folyómeder alatt 3 méterrel két, egymással párhuzamos alagutat fúrtak. Az alagutak teteje az Elba átlagos dagály idei vízszintje alatt 12 méteres mélységben fekszik. Az építkezés során a túlnyomás miatt fellépő ún. keszonbetegségben három munkás veszítette életét, 2 másik munkás baleset áldozata lett. Összesen 4400 munkás dolgozott az alagút létrehozásán, míg az építés teljes költsége 10,7 millió birodalmi aranymárkára rúgott. Az alagút 1911. május 7-én nyílt meg.

### Átépítések
Az alagút a gyalogosok számára egy lépcsőn volt elérhető, amelyek a két végakna peremein futottak. Ezeket egy későbbi modernizálás során mozgólépcsőkre cserélték, majd a mozgólépcsők elhasználódása után nagy kapacitású személyfelvonókat építettek be. Az Elba 1981-1982-es kimélyítése során az alagút fölött a folyómedret egy méterrel mélyebbre kotorták. A munkálatok során az érintett alagútszakasz fölötti részt vasbeton elemekkel erősítették meg. Ma az alagút felett átlagosan 10,6 méter magas vízoszlop található.

## Érdekességek

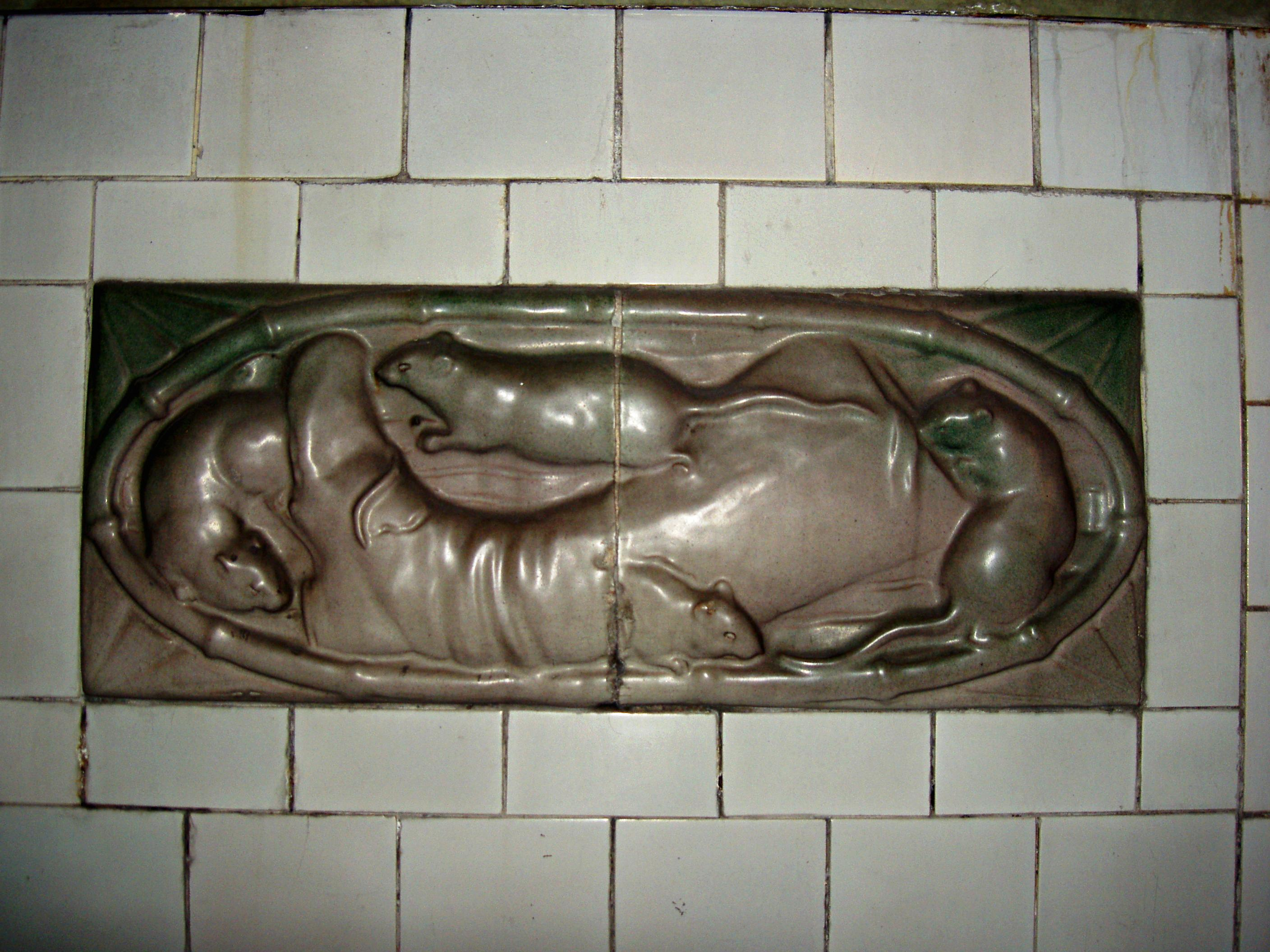
Egy csizmát rágó patkányokat ábrázoló Majolikatábla az alagút falában

- Az alagútba nem lehet rámpákon át bejutni. A személyautókat és kisebb teherautókat egy négy különálló szekrényből álló liftrendszer szállítja a végaknák mélyére. Mindkét végakna fölé egy-egy fogadóépületet emeltek. Az északi parton álló, patinazöld tetejű fogadóépület Hamburg város egyik jelképe.
- Az alagút falában - díszítőelemként - halakat, rákokat és tengeri élőlényeket ábrázoló majolikatáblák láthatóak.
- Megnyitása után évente 20 millió ember kelt át az alagúton. A legtöbben a folyam déli partjain dolgozó rakodó- és hajógyári munkások. A konténerek elterjedése óta a dolgozók száma visszaesett, így napjainkban évente „csak” félmillióan haladnak át az alagúton.
- A megnyitás idején a hamburgi szenátusban kemény politikai küzdelem zajlott az alagútpénzt illetően. A szociáldemokraták azzal érveltek, hogy „a burzsoáziának sem kell fizetnie az uhlenhorsti lovaglóutak fenntartásáért, így a munkásoknak alagúthasználata ingyenes kell legyen”. Az alagút megnyitása óta a gyalogosok és a kerékpárosok ingyenesen kelhetnek át a nap minden percében. A motoros gépjárművek hétköznapokon reggel 5:30 és 20:00 között 2 €-ért hajthatnak át az Elba alatt.
- 2000 óta minden évben megrendezik az ún. „Elba-Alagútmaratont”, amely során 48 kört kell futni az alagúton át a két part között.

## Képgaléria

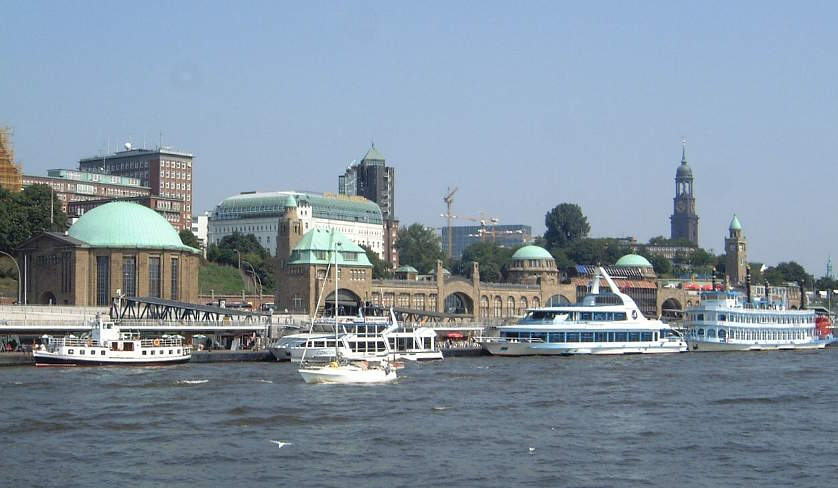
Az alagút északi bejárata (balra) és a Landungsbrücken (jobbra)
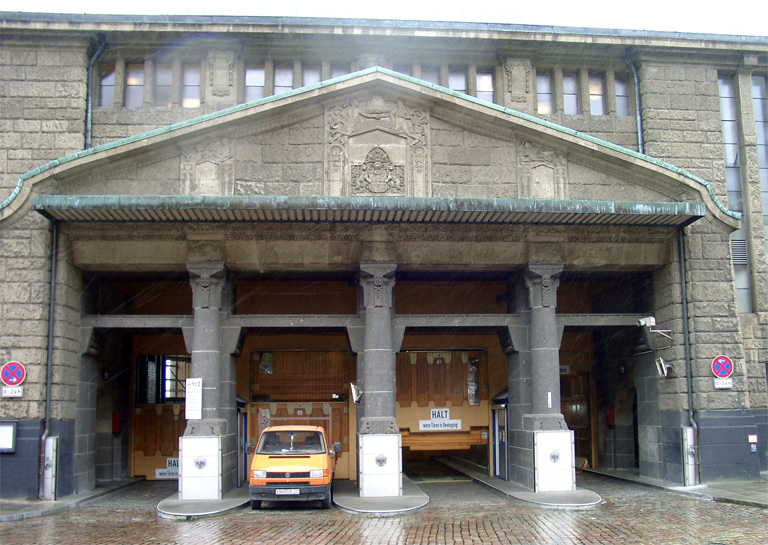
Az alagút északi bejárata
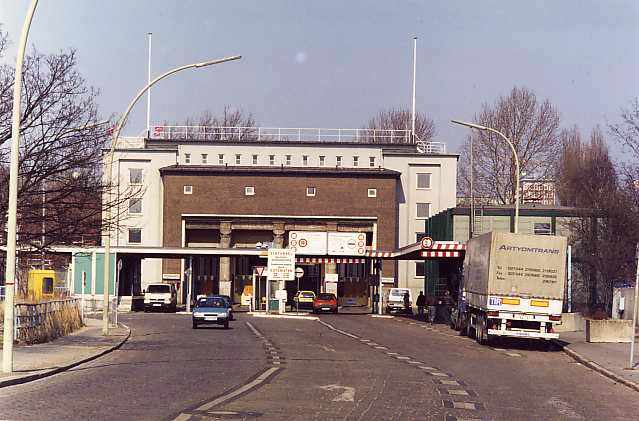
Az alagút déli bejárata
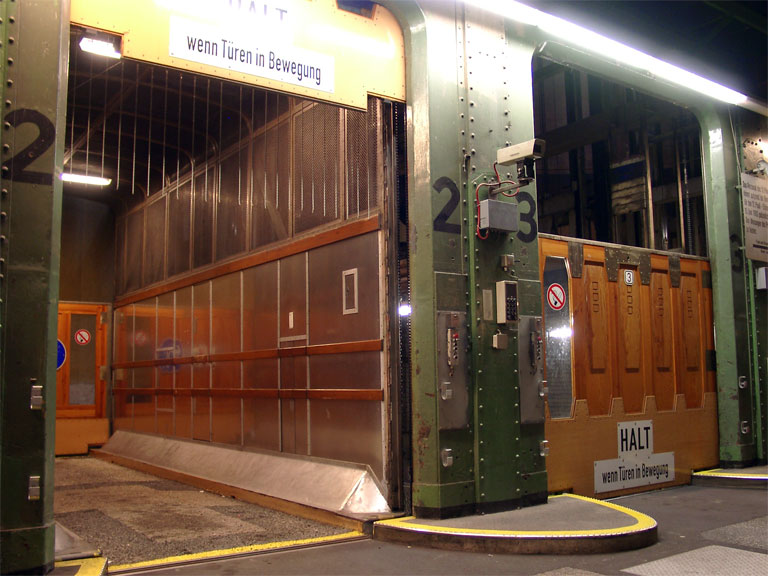
Autólift
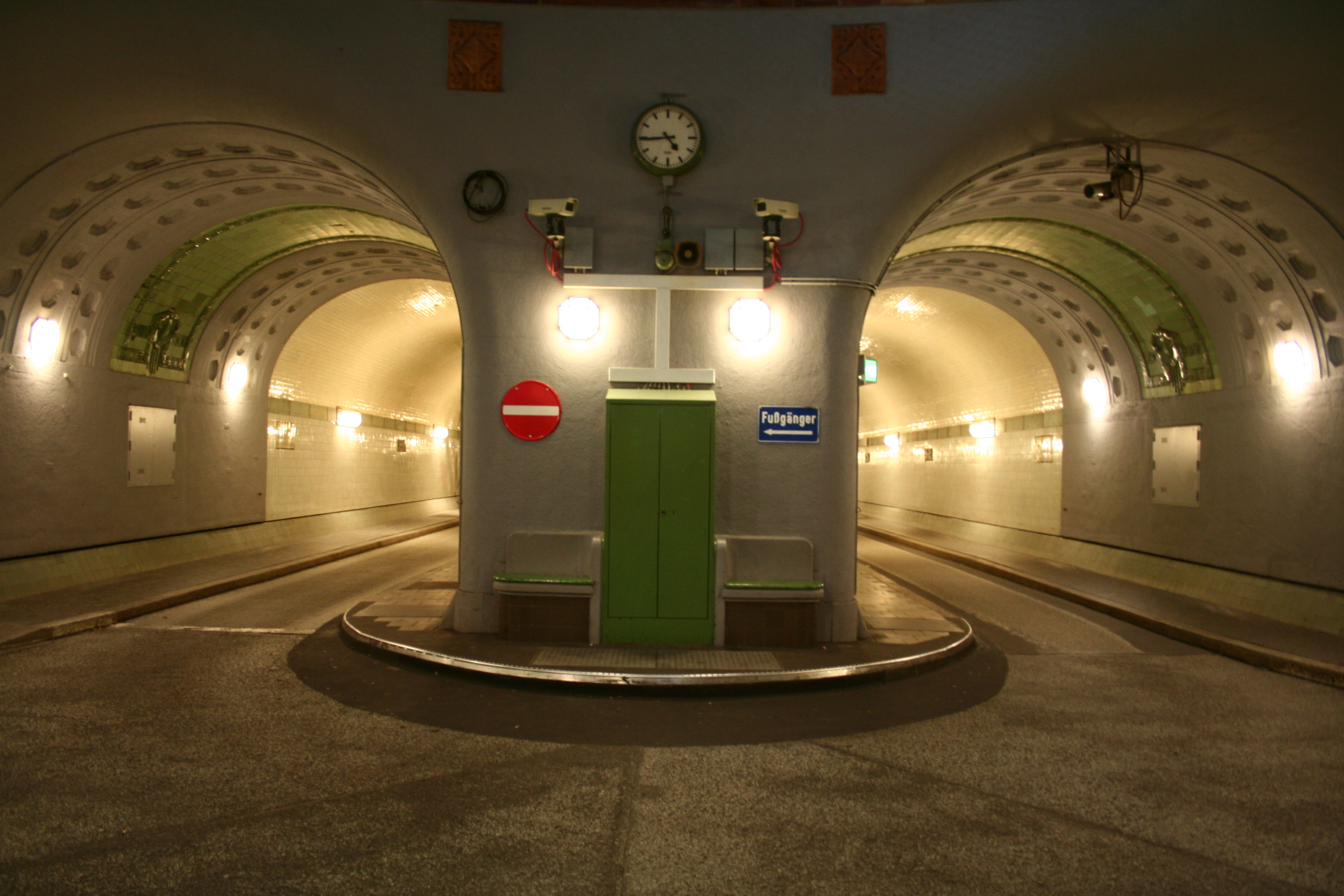
A steinwerderi bejárat